# Union Township (comtat de Union, Nova Jersey)
Union és un township al comtat de Union, Nova Jersey, Estats Units. Al segle XVIII la zona que ara és Union es va anomenar llavors Connecticut Farms. Segons el cens del 2010 dels Estats Units, la població del township era de 56.642, la més alta registrada en cap cens decennal, cosa que reflecteix un augment de 2.237 (+ 4,1%) respecte als 54.405 comptabilitzats al cens del 2000, que al seu torn havia augmentat en 4.381 (+ 8,8%) dels 50.024 comptabilitzats al cens del 1990.

## Història
Establert el 1667, Union va ser el tercer assentament de parla anglesa a Nova Jersey després d’ Elizabeth i Newark, amb la zona que ara és Union que llavors es deia Connecticut Farms.
Union Township va ser el lloc de la Batalla de Connecticut Farms. El 6 de juny de 1780, les tropes britàniques, dirigides pel general hessià Wilhelm von Knyphausen, van pujar a vaixells a Staten Island amb destinació a Elizabeth (Nova Jersey). A mitjanit, 5.000 efectius van començar a desembarcar. Esperaven que l'Exèrcit Continental oferís poca resistència, creient que estaven cansats de la guerra i que estaven mal alimentats i pagats. També esperaven que els ciutadans de Nova Jersey els donessin la benvinguda. Es van equivocar en tots dos aspectes i no van poder obrir-se camí cap a Hobart Gap.
Union es va incorporar com a township mitjançant un acte de la legislatura de Nova Jersey el 23 de novembre de 1808, procedent de porcions d'Elizabeth Township, mentre l'àrea encara formava part del Comtat d'Essex (Nova Jersey) . Va passar a formar part del recentment format Comtat de Union el 19 de març de 1857. S'han pres parts del township per formar Linden Township (4 de març de 1861), Roselle Park (22 de març de 1901), Kenilworth (13 de maig de 1907) i Hillside (3 d'abril de 1913). El 1946, un grup de residents va pressionar perquè el nom del township es canviés a "Connecticut Farms", citant els beneficis potencials per als residents i empreses de la zona a partir de la popularitat i la importància històrica del nom.

## Geografia
El township de Union està situat a l'extrem nord del comtat de Union i limita amb vuit municipalitats: Hillside a l'est, Elizabeth al sud-est, Roselle Park i Kenilworth al sud i Springfield Township a l’oest. Al nord-oest del township hi ha Millburn, al nord Maplewood i al nord-est Irvington, tots al Comtat d'Essex (Nova Jersey) .
Segons l'Oficina del Cens dels Estats Units, el township tenia una superfície total de 23,52 km², inclosos els 23,44 km² de terreny i 0,08 km² d’aigua (0,35%).
Les comunitats, localitats i topònims no incorporats situats parcialment o totalment dins del township hi ha Battle Hill, Connecticut Farms, Galloping Hill, Headlentown, Putnam Manor, Salem, Townley i Vauxhall.

## Edificis destacables
- La Union Watersphere, durant molts anys la torre d'aigua més alta d’aquesta mena del món, fa 64,6 m d’alçada, té 946 m3 d’aigua potable i ara també s’utilitza com a torre de telefonia mòbil.[12] La fita i la icona van inspirar un antic resident de la Unió a crear un lloc web i un museu (a Austin, Texas) dedicats a la torre.[13]
- La Unió alberga diverses cases construïdes totalment amb formigó abocat, un experiment de Thomas Edison. Les cases de la terrassa Ingersoll inclouen parets interiors de formigó abocat ormigó formada.[14]
- La Unió alberga un edifici en forma de vaixell a la 2262 US Route 22. Originalment era restaurant i club nocturn,[15] ha anat canviant de propietat al llarg dels anys, convertint-se en una botiga de mobles coneguda com "El vaixell insígnia" i més tard The Wiz (botiga d'electrodomèstics) Actualment és una botiga de PC Richard & Son.
- Union és la seu de la botiga Home Depot més gran dels Estats Units, amb una 20.200 m².[16]

## Persones destacables
Entre les persones que han nascut, residit o han estat estretament relacionades amb Union Township, hi ha:
- Aminat Ayinde, la segona subcampiona del cicle 12 del model America's Next Top.[17]
- C. Louis Bassano (nascut el 1942) polític que va servir tant a l' Assemblea General de Nova Jersey com al Senat de Nova Jersey.[18]
- Isaiah Briscoe (nascut el 1996), jugador de bàsquet de l'equip de bàsquet masculí de Kentucky Wildcats.[19]
- Freddie 'Red' Cochrane (1915-1993), boxejador professional de la divisió pes wèlter (147 lliures) que es va convertir en campió del món el 1941 en aquesta categoria.[20]
- Joe Collins (1922–1989), primera base dels New York Yankees del 1948 al 1957. Un parc a l’avinguda de la Llibertat rep el seu nom.
- Tom Coyne (1954-2017), enginyer de masterització.[21]
- Jonathan Townley Crane (1819-1880), clergue, autor i abolicionista.
- Joseph Cryan (nascut el 1961), representa el 20è districte legislatiu de l' Assemblea General de Nova Jersey.[22]
- Quenton DeCosey (nascut el 1994), jugador de bàsquet professional dels Koroivos de la Greek Basket League.[23]
- Jamie Fox (1954-2017), estrateg polític.[24]
- Gina Genovese (nascuda el 1959), empresària i política que ha estat alcalde del township de Long Hill.[25]
- Kayla Hoffman (nascuda el 1988), gimnasta artística.[26]
- Mildred Barry Hughes (1902-1995), la primera dona elegida al Senat de Nova Jersey, el 1965.[27]
- Ron Karkovice (nascut el 1963), receptor de la Lliga Major de beisbol del 1986 al 1997.[28]
- Amalya Lyle Kearse (nascuda el 1937), jutge de la Cort d'Apel·lacions del Segon Circuit dels Estats Units.[29]
- Myra Smith Kearse (1899-1982), metge i líder de la comunitat.
- Larry Kubin (nascut el 1959), defensa que va jugar amb els Washington Redskins del 1981 al 1984.[30]
- Kelly Kulick (nascuda el 1977), jugador de bitlles professionals que es va convertir en la primera dona que va guanyar un títol de gira habitual de l'Associació Professional de Boladors.[31]
- Artie Lange (nascut el 1967), còmic, actor i ex company de Howard Stern Show.[32]
- Ray Liotta (nascut el 1954), actor.[33]
- Elliott Maddox (nascut el 1947), jugador de beisbol professional amb els New York Yankees 1974-76 i els New York Mets 1978-80.
- Conde McGinley (nascut el 1890), editor del setmanari anticomunista i antisemita, Common Sense.[34]
- Bob Mischak (1932–2014), guàrdia de futbol americà i final ajustat que va jugar a la Lliga Americana de Futbol i a la NFL.[35]
- Eulace Peacock (1914–1996), atleta de pista als anys trenta que va ser un dels màxims competidors de Jesse Owens.[36]
- Matthew John Rinaldo (nascut el 1931), va representar Nova Jersey a la Cambra de Representants dels Estats Units durant vint anys, al 12è districte del congrés (1973-1983) i al 7è districte del congrés (1983-1993).[37]
- Tyler Roberson (nascut el 1994), jugador de bàsquet professional de l' Agua Caliente Clippers de la NBA G League.[38]
- Philip Rubin (nascut el 1949), científic cognitiu, tecnòleg i administrador de ciències.[39]
- Anthony E. Russo (nascut el 1926), antic membre del Senat de Nova Jersey que va ser alcalde de la Unió.[40]
- Karl Schellscheidt (nascut el 1968), futbolista, educador i empresari.[41][42]
- Manfred Schellscheidt (nascut el 1941), entrenador de futbol germanoamericà i exjugador i membre del Saló de la Fama del Futbol Nacional.[43]
- Amy Simon (nascuda el 1971), científica planetària del Centre de vol espacial Goddard de la NASA.[44]
- Darnell Stapleton (nascut el 1985), antic guàrdia ofensiu dels Pittsburgh Steelers que formava part de l'equip del campionat del Super Bowl XLIII dels Steelers.[45]
- Travis Taylor (nascut el 1990), jugador de bàsquet professional.[46]
- Bill Wenzel (1918–1987), dibuixant més conegut pel seu bon art femení.[47]
- Robert Wuhl (nascut el 1951), actor.[48][49]
- Darren Young (nascut el 1983), lluitador professional que abans va signar a la WWE. on és la meitat de The Prime Time Players amb Titus O'Neil.[50]